# Brooklands (Taranaki)
Brooklands est une banlieue de la cité de New Plymouth, dans la région de Taranaki située dans l’ouest de l’île du Nord de la Nouvelle-Zélande.

## Situation
Elle est localisée dans l’angle sud de la cité et à l’est de la banlieue de Vogeltown.
La zone est dénommée d’après la ferme de Brooklands établie en 1842.

## Caractéristiques
Une large partie de la ville de Brooklands est constituée par un parc avec Brooklands Park qui est jointif avec le champ de course de New Plymouth et le parc de Pukekura (en).
En 1957, son amphi-théâtre naturel et son lac ont été convertis en terrain de  boules ou Bowls de Brooklands, reconnu comme l’un de meilleurs lieux de concert en extérieur de Nouvelle-Zélande.
Le terrain de boules abrite de nombreuses rencontres internationales et est le lieu de l’édition en Nouvelle-Zélande du festival WOMAD.
Le parc comprend un zoo pour les enfants, ouvert en 1965 et dont le fonctionnement est assuré par le conseil du district .
C’est le bâtiment d’un ancien hôpital colonial construit en 1847 qui fut déplacé vers l’établissement de  Brooklands en 1904.
Nommé "The Gables", c’est le plus ancien hôpital survivant de Nouvelle-Zélande  et encore en fonction comme galerie d’art pour le compte de la Taranaki Arts Society.
Le seul musée du boule ou Lawn Bowls du monde est localisé dans Brooklands.
Il fut établi en 1980 et a plus de 8000 pièces en présentation.
La sous-station d’alimentation et de distribution électrique de New Plymouth est située dans le secteur de Brooklands.

## Histoire
Le capitaine Henry King établit la ferme de Brooklands en 1842, comme une ferme modèle pour le compte de la Compagnie de Nouvelle-Zélande, pour promouvoir l’installation des colons dans New Plymouth.
L’habitation de la ferme fut détruite par le feu en 1861 à la fin de la première guerre de Taranaki (en), mais sa cheminée se dresse toujours aujourd’hui dans le parc de Brooklands 
Entre 1875 et 1880, il y eut une tentative d’établir un vignoble dans l’une des parties de la vallée du cours d’eau nommé : Pukekura stream, mais sans succès
Une zone de 53 acres (soit 21,5 hectares) devint la propriété d’un important homme d’affaires de la région de Taranaki nommé Newton King, et une maison nommée Brooklands fut construite là dans les premières décades du XXe siècle.
Quand King décéda en 1927 et il laissa une somme de 10,000 £ au board des parcs et réserves de New Plymouth.
Toutefois du fait de la défaillance de certaines aventures financières survenues avant sa mort, la somme ne fut pas valable et en 1934, le comité de gestion de cet établissement fit don de la propriété au borough de New Plymouth à la place de la somme promise.
Incapable de trouver un usage pour la maison, celle-ci fut démolie en 1936.
La banlieue s’est étendue au sud de sa limite actuelle dans les années 1950.

## Éducation
- L'école St Pius X School est une école mixte contribuant au primaire (allant de l’année 1 à 6) avec un effectif de 129 élèves[6]. St Pius X est une école catholique intégrée au public[7],et a un taux de décile de 8.
- Highlands Intermediate School  est une école mixte intermédiaire (allant de l’année 7 à 8) avec un effectif de 684 élèves. Elle a un taux de décile de 7 et fut fondée en 1955. Les installations comprenaient un terrain de hockey.

L’uniforme consiste en un polo shirt, un sweatshirt et pour les filles , au choix une culotte ou un skirt et pour les garçons un short 

## Galerie

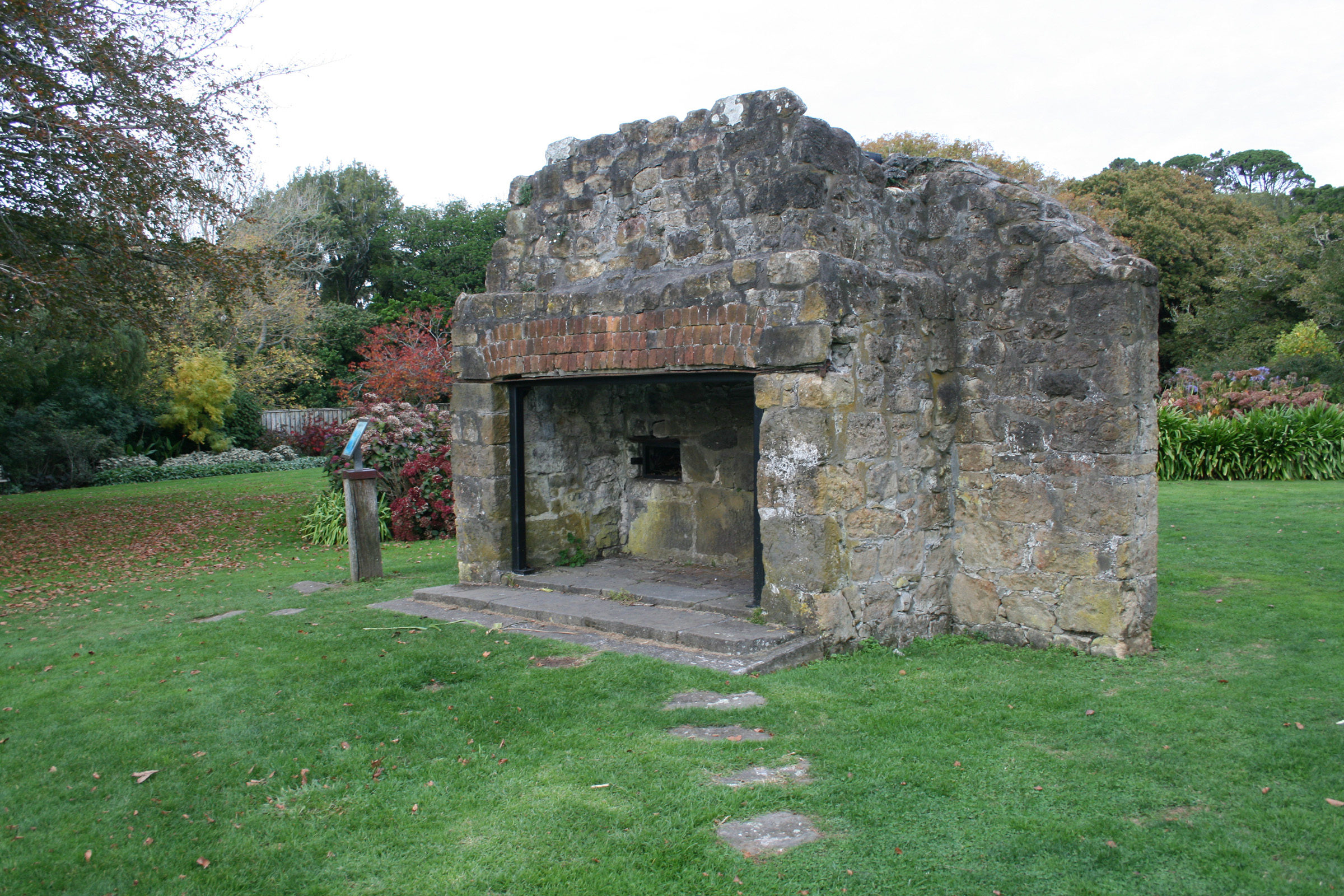
La cheminée de la maison de la ferme de Henry King datant de  1842 .
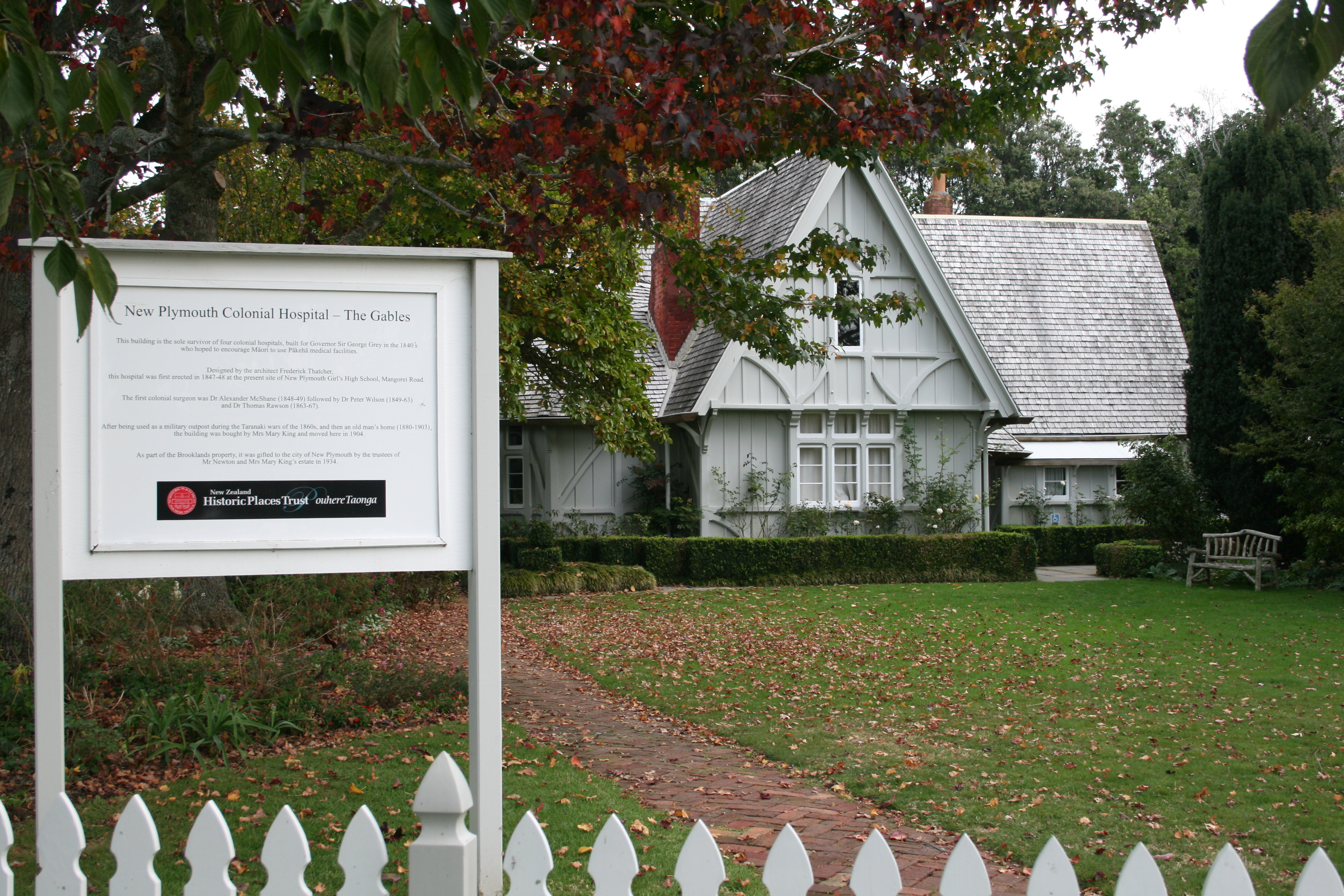
le bâtiment nommé the Gables
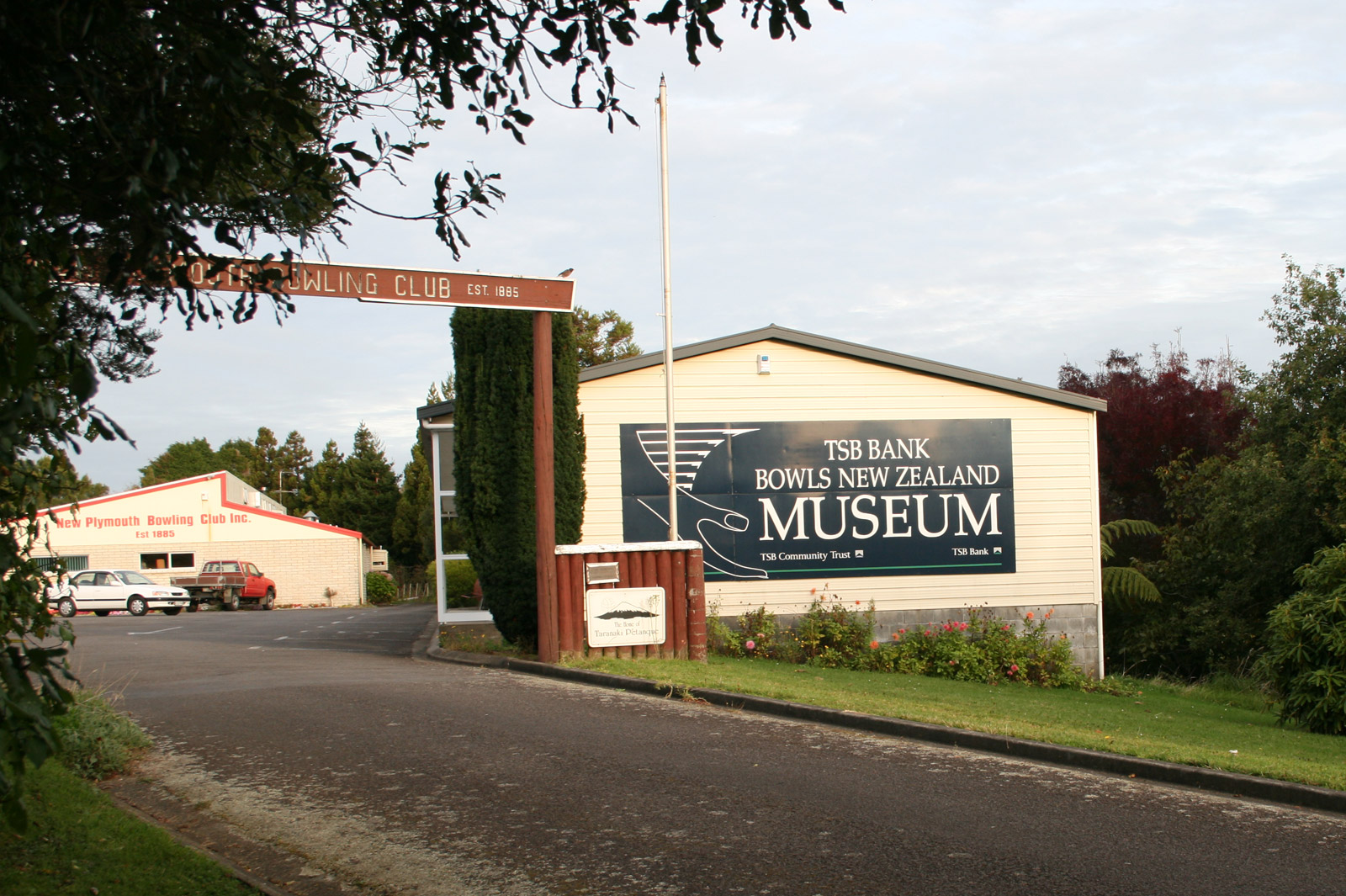
Le musée de la boule de Nouvelle-Zélande est localisé au niveau du  Plymouth Bowling club.